# Pointe percée
Ne doit pas être confondu avec Pointe Percée.
La pointe percée est un cap de la Guadeloupe.  

## Géographie
Il est situé dans la randonnée menant de la Porte d'Enfer à l'anse de la Barque. Le cap est remarquable par sa roche percée mais aujourd'hui (2022), elle ne l'est plus totalement telle qu'elle l'était il y a encore une dizaine d'années.

## Galerie

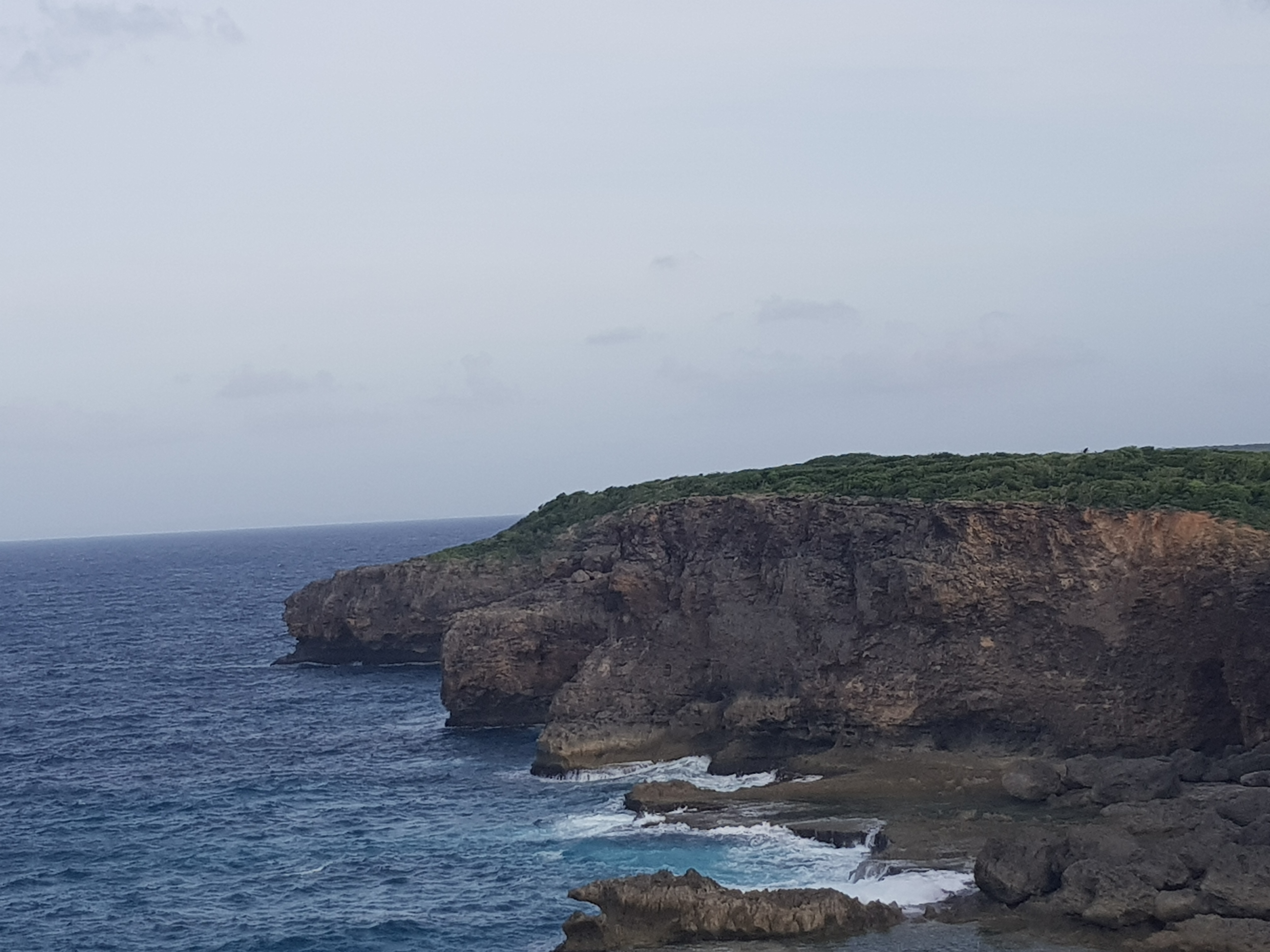
Côte entre la pointe du Lagon et la pointe percée
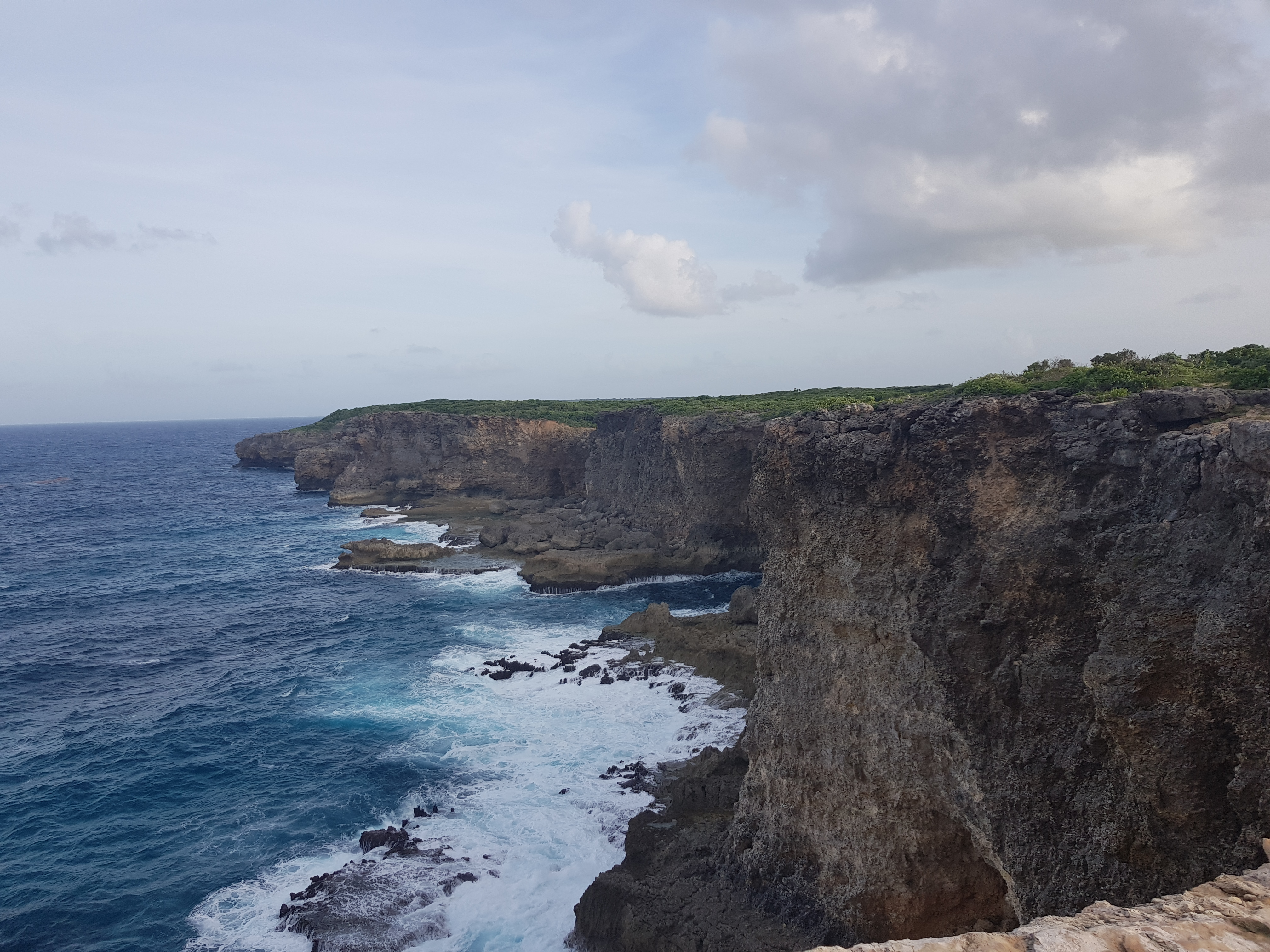
Côte entre la pointe du Lagon et la pointe percée
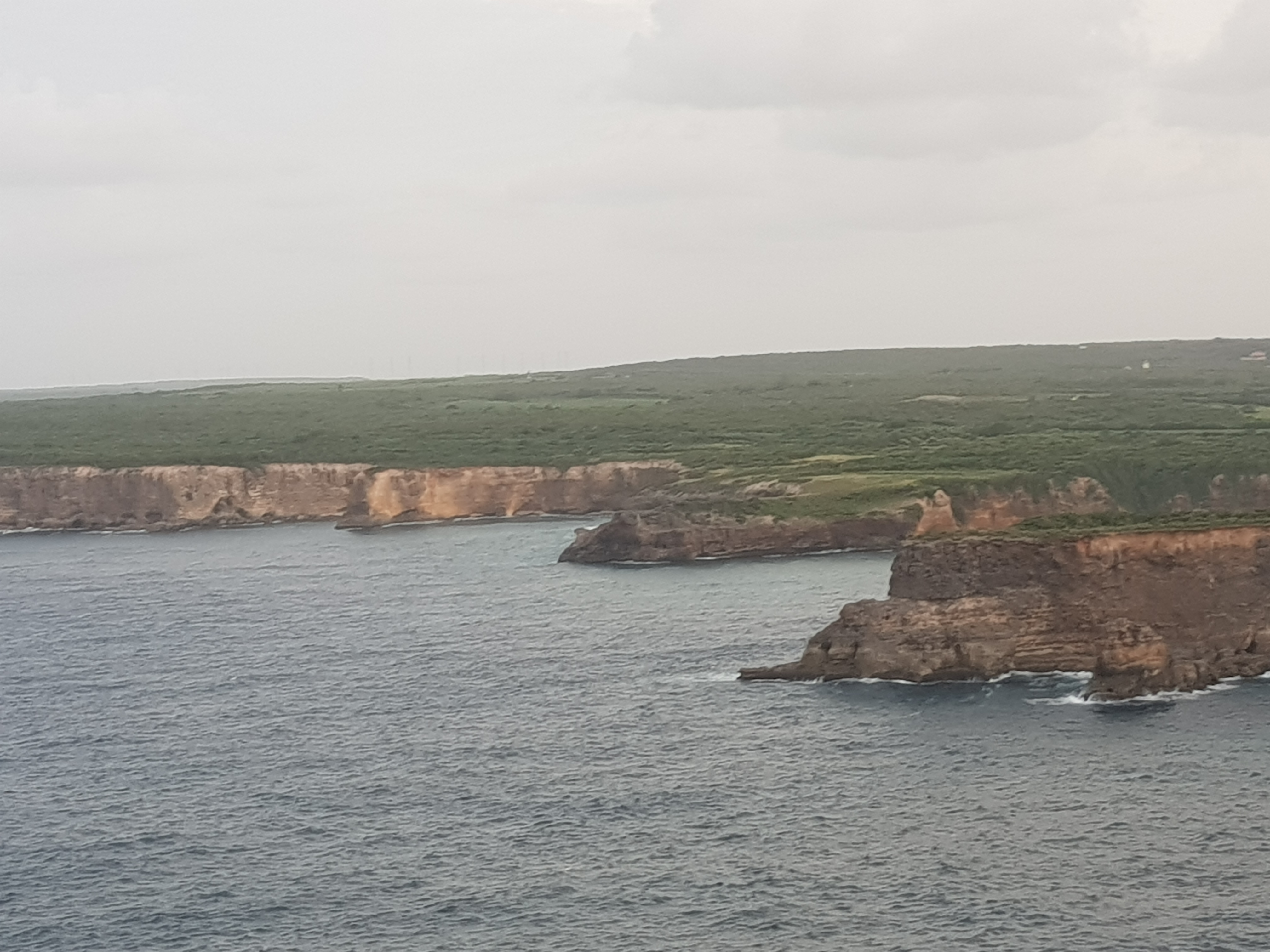
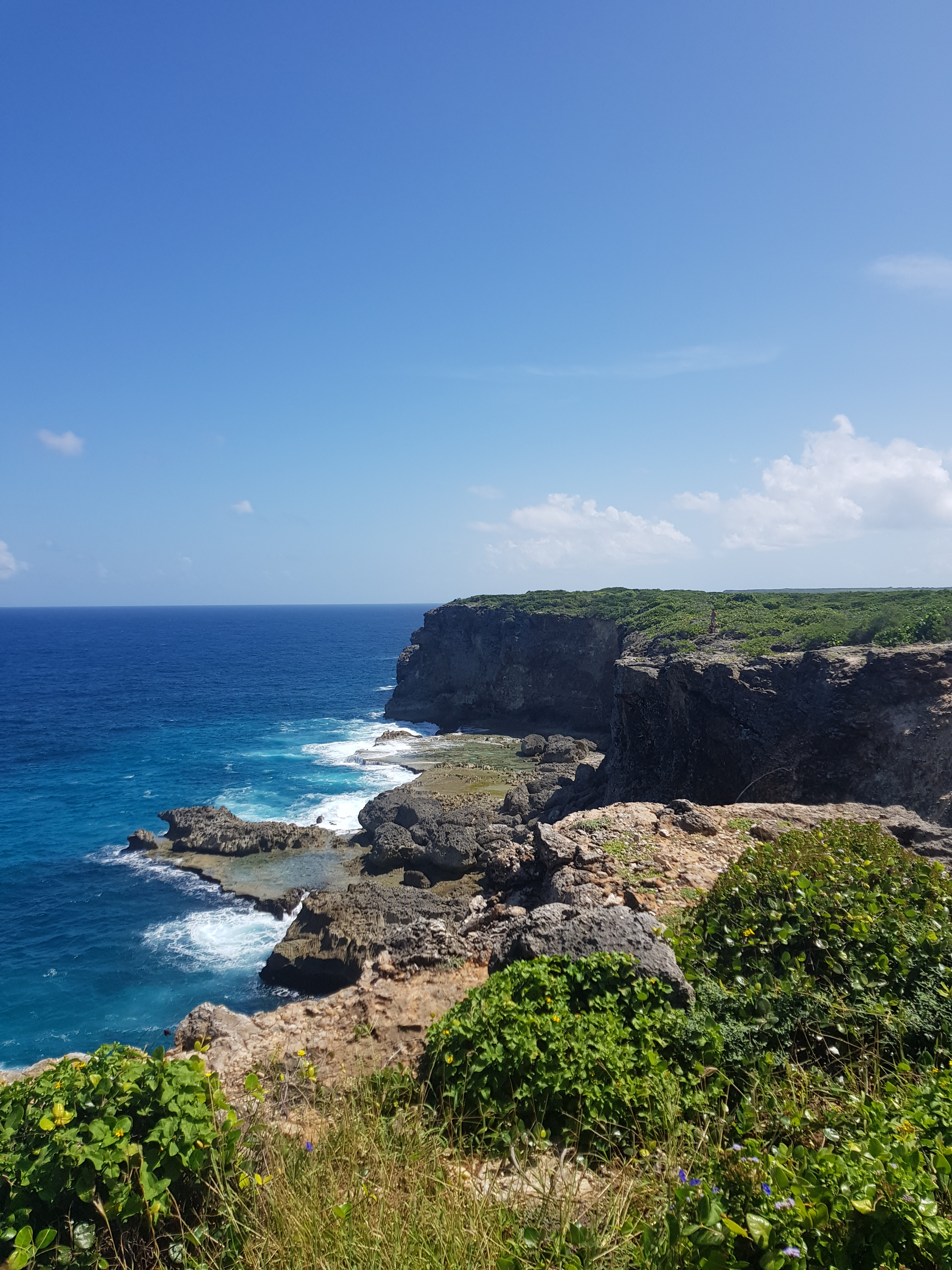
Littoral entre Porte d'Enfer et pointe percée